# 대니 더피

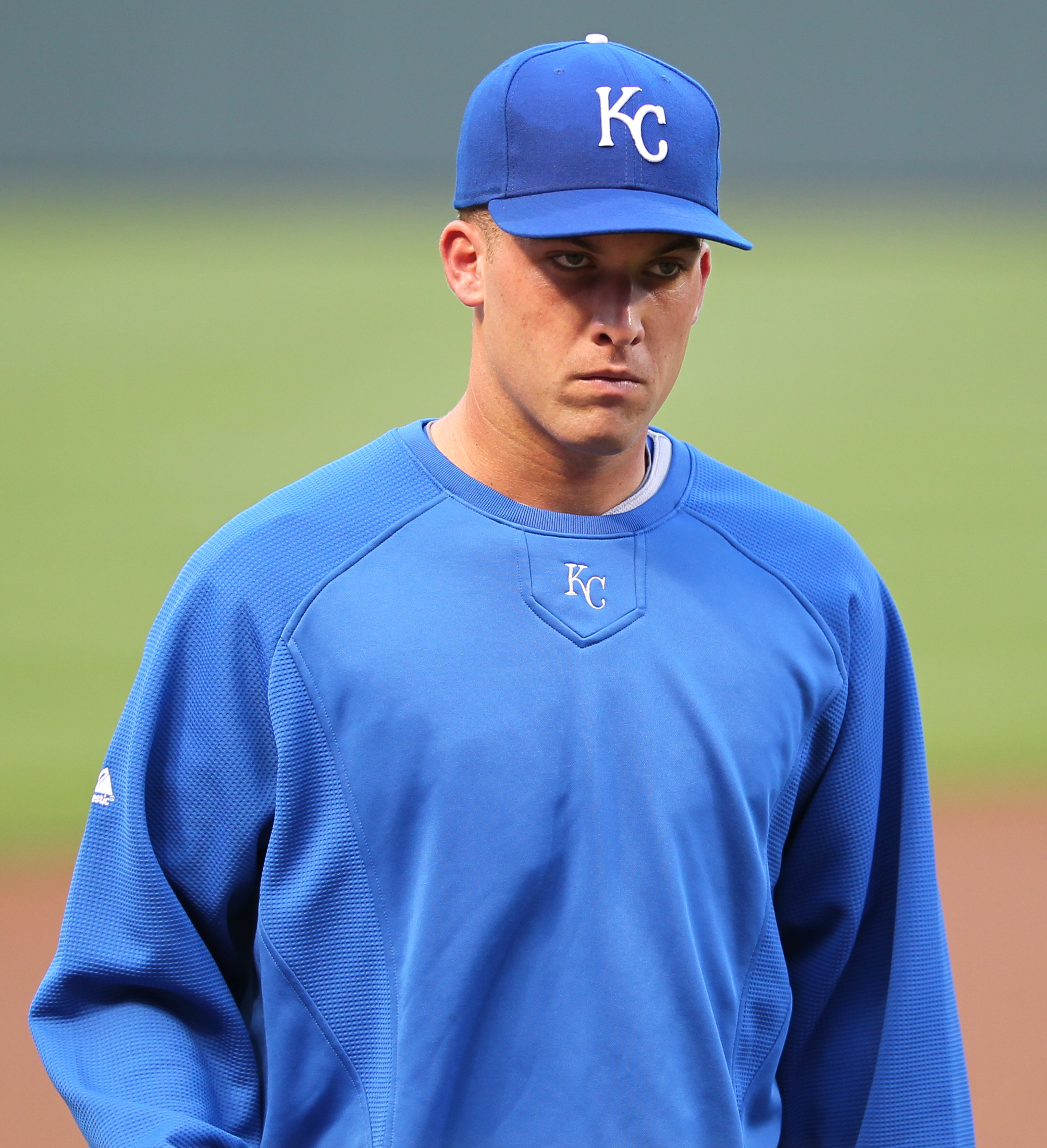
2011년 캔자스시티 로열스 소속의 더피

대니얼 리처드 더피(Daniel Richard Duffy, 1988년 12월 21일 ~ )는 미국의 프로 야구 투수로, 멕시코 야구 리그의 피라타스 데 캄페체 소속이다. 이전에 메이저 리그 베이스볼(MLB)의 캔자스시티 로열스에서 뛰었다.
2007년 로열스에 지명된 후, 더피는 다음 몇 년간 로열스의 마이너 리그 시스템에서 보냈고, 2009년 올스타 퓨처스 게임에서 팀을 대표했다. 그러나 개인적인 문제로 인해 더피는 2010년 야구에서 잠시 은퇴했지만, 그해 말 로열스로 돌아왔다. 더피는 2011년 MLB에 데뷔했다. 그의 루키 시즌 이후, 더피는 2014년까지 MLB에서 정기적으로 투구하지 않았다. 로열스의 성공적인 2014 및 2015 시즌 동안 로열스 투수진의 일원이었으며, 2015년 로열스와 함께 월드 시리즈 챔피언십을 차지했다. 더피는 2016년 커리어 하이 시즌을 보냈으며, 많은 통계 부문에서 커리어 하이를 기록했다. 2016 시즌 후, 더피는 로열스에 남기 위해 6,500만 달러 연장 계약을 체결했다. 로열스는 2021 시즌 동안 더피를 다저스로 트레이드했지만, 부상으로 인해 다저스에서 MLB 경기에 출전하지 못했다.

## 어린 시절
더피는 1988년 12월 21일 골레타에서 태어났다. 어린 나이에 지역 유소년 리그에서 경쟁적으로 야구를 하면서 가족과 함께 연습하며 야구를 접했다.
더피는 캐브릴로 고등학교에 다녔으며, 그곳에서 야구와 농구를 모두 했다. 야구팀에서 더피는 고학년 때 58+2⁄3 투구 이닝 동안 5승 3패의 승패 기록, 0.60의 평균자책점, 127개의 삼진을 기록했다.

## 프로 경력

### 캔자스시티 로열스

#### 마이너 리그
캔자스시티 로열스는 2007년 2007 MLB 드래프트에서 고등학교를 졸업한 더피를 3라운드 전체 96순위로 지명했다. 그 시즌에 루키 레벨 애리조나 리그의 애리조나 로열스에서 프로 경력을 시작했으며, 11경기에서 1.45의 평균자책점(ERA)을 기록했다.

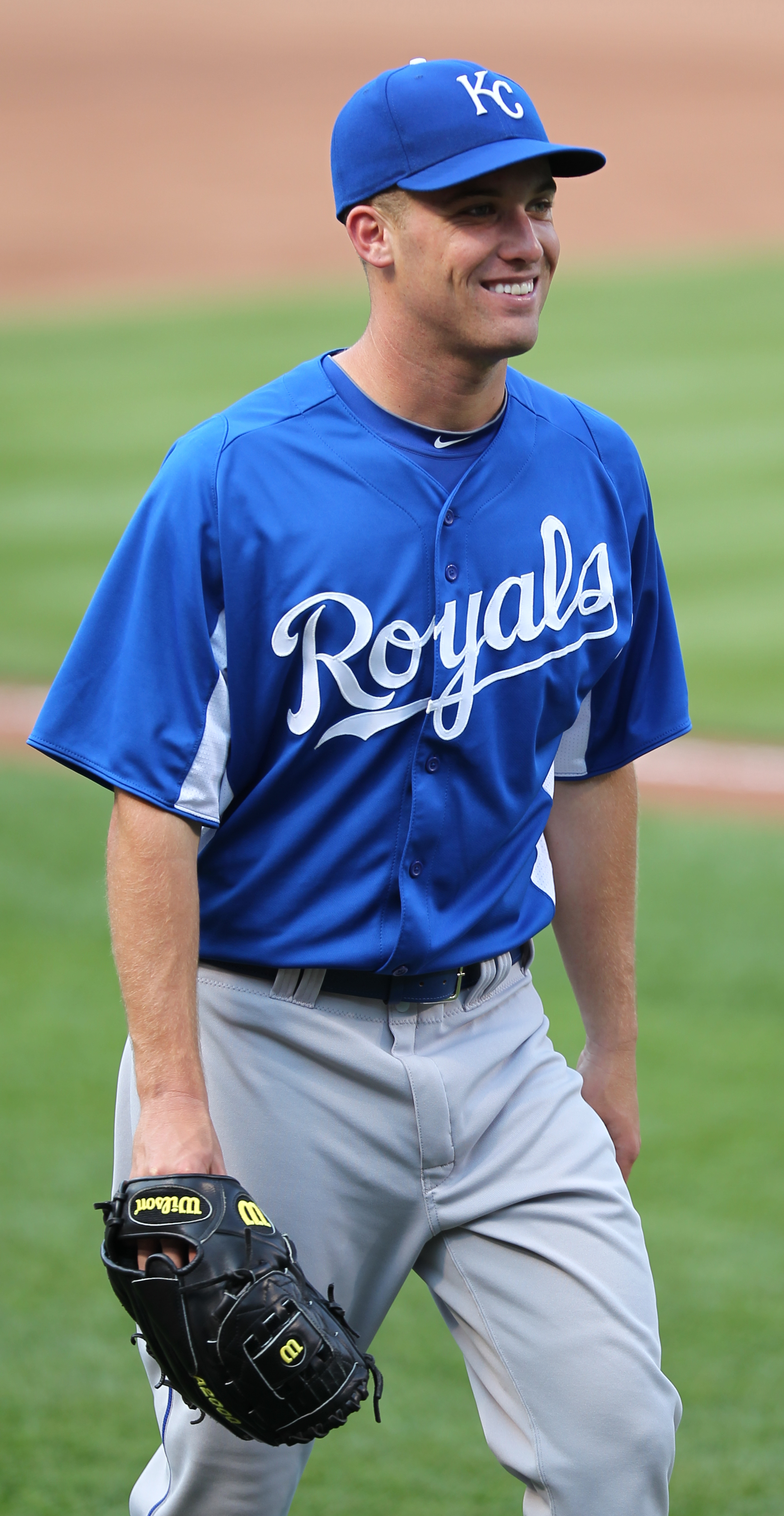
2011년 로열스 소속의 더피

로열스는 2008년 더피를 클래스 A 미드웨스트 리그의 벌링턴 비스로 승격시켰으며, 그곳에서 17경기 선발 등판하여 8승 4패, 2.20 ERA를 기록했다. 벌링턴의 올해의 투수로 선정되었다. 2009년 더피는 클래스 A-어드밴스드 캐롤라이나 리그의 윌밍턴 블루 록스에서 24경기 선발 등판했다. 캐롤라이나 리그 올스타로 선정되었으며, 시즌을 9승 3패, 2.98 ERA로 마쳤다. 더피는 2009년 올스타 퓨처스 게임에서 로열스를 대표하여 2⁄3 이닝 무실점 투구를 했다.
로열스는 2010년 스프링 트레이닝에 더피를 초대했다. 그러나 더피는 2010년 3월, 21세의 나이에 갑자기 야구에서 은퇴했다. 로열스 구단에 "자신의 삶의 우선순위를 재평가하고 싶다"고 알렸다. 이 움직임은 많은 사람들에게 잭 그레인키가 2006년 로열스 캠프를 떠났던 것을 상기시켰다. 야구가 그리웠음을 깨달은 더피는 은퇴를 철회하고 6월에 로열스로 돌아와 서프라이즈의 확장 스프링 트레이닝에 나타났다. 그 시즌 후반에 더피는 윌밍턴, 루키 레벨 파이오니어 리그의 아이다호 폴스 추카스, 그리고 더블 A 텍사스 리그의 노스웨스트 아칸소 내추럴스에서 투구했다. 더피는 내추럴스에서 정규 시즌 7경기 선발 등판하여 5승 2패, 2.95 ERA를 기록했으며, 내추럴스가 텍사스 리그 챔피언십을 차지하면서 포스트 시즌 2경기에서 1승 0패, 1.69 ERA를 기록했다. 시즌 후 애리조나 폴 리그에서 투구했다.
2011 시즌을 앞두고 베이스볼 아메리카는 더피를 야구에서 68번째로 좋은 유망주로 평가했다. 로열스는 다시 더피를 스프링 트레이닝에 초대했다. 더피는 2011 시즌을 트리플 A 퍼시픽 코스트 리그의 오마하 스톰 체이서스와 함께 시작했다. 오마하에서 더피는 4월 25일부터 5월 1일까지의 주 동안 퍼시픽 코스트 리그 이주의 투수로 선정되었다. 더피는 오마하에서 7경기 선발 등판하여 3승 1패, 3.00 ERA를 기록했으며, 36이닝 동안 43개의 삼진을 잡고 10개의 볼넷과 30개의 안타만 허용했다.

#### 2011–2015
로열스는 더피를 MLB로 승격시켰고, 2011년 5월 18일 MLB에 데뷔했다. 4이닝 동안 2실점을 허용했고, 텍사스 레인저스에게 5대 4로 패한 경기에서 패전을 기록하지 않았다. 6월 14일 오클랜드 애슬레틱스를 상대로 6이닝을 투구하며 첫 MLB 승리를 기록했다. 더피는 2011 시즌을 MLB 20경기 선발 등판하여 4승 8패, 5.64 ERA로 마쳤다.
2012 시즌을 앞두고 487,750달러 계약을 체결한 후, 더피는 스프링 트레이닝에서 선발 로테이션 자리를 놓고 경쟁하여 따냈다.
더피는 2012년 6경기에 선발 등판한 후 2012년 6월 13일 좌측 팔꿈치 안쪽 측부 인대 파열로 토미 존 서저리를 받아야 했다. 부상으로 인해 경기에 출전하지 못하기 전, 더피는 2승 2패, 3.90 ERA를 기록했다. 2012년 11월 2일, 로열스는 더피를 60일 부상자 명단에서 복귀시켰지만, 6월 말이나 7월 초까지 로열스에서 투구할 것으로 예상되지 않았다.
더피는 2013년 2월 20일 505,125달러의 1년 계약을 체결했다. 2013년 5월 26일, 더피는 노스웨스트 아칸소 내추럴스에서 재활을 시작했다. 부상 재활 중이던 더피는 6월 6일 오마하 스톰 체이서스(내추럴스보다 더 높은 마이너 리그 계열사)로 재배치되었다. 6월 25일 재활 기간이 끝난 후 오마하로 옵션 처리되었다. 더피는 8월 7일 오마하에서 소집되었고, 8월 8일 돌아왔다. 8월 16일 디트로이트 타이거스와의 더블헤더 첫 경기를 선발 등판하기 위해 소집되었고, 로열스는 그 경기에서 승리했다.
2014년 3월 2일, 더피는 526,000달러의 1년 계약을 체결했다. 2014년 스프링 트레이닝 동안 요르다노 벤투라는 더피를 제치고 로열스 선발 로테이션의 마지막 자리를 차지했다. 그러나 시즌 초 브루스 첸이 허리 부상으로 이탈하자 더피가 그의 자리를 이어받았다. 149+1⁄3 이닝 동안 9승 12패, 2.53 ERA를 기록했다.
더피는 2015 시즌 동안 4.08 ERA를 기록했다. 9월에 더피는 선발 로테이션에서 불펜으로 이동했다. 2015년 월드 시리즈에서 더피는 로열스가 5경기 만에 뉴욕 메츠를 꺾고 월드 시리즈 챔피언십을 차지할 때 세 차례 불펜 등판했다.

#### 2016–2021

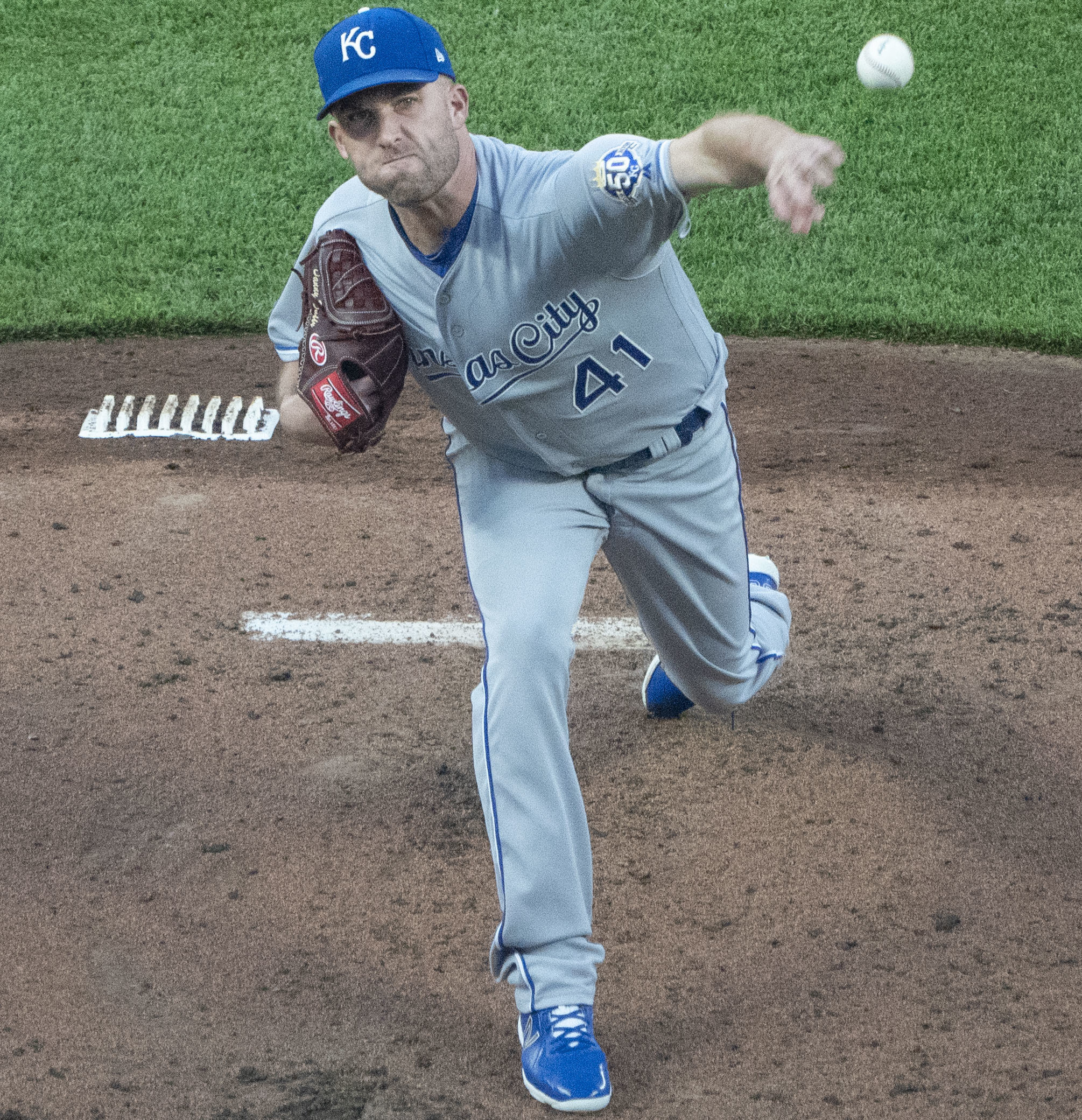
2018년 투구 중인 더피

더피는 2016 시즌을 위해 로열스와 422만 5천 달러의 1년 계약을 체결했다. 시즌을 구원 투수로 시작했지만, 5월에 로열스 선발 로테이션에 다시 합류했다. 더피는 불펜에서 벗어나 강한 시즌을 보내며 승패 기록에서 12승 3패로 커리어 하이를 기록했다. 2016년 8월 1일, 더피는 탬파베이 레이스를 상대로 16개의 삼진을 잡아내며 로열스 단일 경기 최다 삼진 기록을 세웠다. 그 경기에서 더피는 8회까지 노히터를 기록했지만, 데스먼드 제닝스의 선두타자 2루타로 노히터가 깨졌다. 8월 11일, 더피는 시카고 화이트삭스와의 경기에서 9이닝을 모두 투구하며 첫 완투를 기록했다. 더피는 각 리그 최고의 투수에게 주어지는 연례 상인 아메리칸 리그 사이 영 상의 유력 후보로 간주되었지만, 결국 그 상에 대한 표는 받지 못했다.
커리어 하이인 12승 외에도 더피는 3.51 ERA를 기록했으며, 9이닝당 삼진 비율을 9.4로 높였다. 모든 메이저 리그 투수 중 가장 높은 존 비율을 기록했는데, 그의 투구 중 49.8%가 스트라이크 존에 들어왔다.
2017년 1월 16일, 더피는 로열스와 6,500만 달러 상당의 5년 연장 계약을 체결했다. 2017년 4월 3일, 더피는 미네소타 트윈스와의 경기에서 로열스의 개막전 선발 투수였다. 6이닝을 투구하며 삼진 8개를 잡고 안타 3개와 볼넷 3개를 허용했다. 더피가 2016 시즌의 기세를 이어갈 수 있을 것이라는 기대에도 불구하고, 여러 부상으로 인해 그의 출전 시간이 제한되었다. 5월 30일, 더피는 1등급 내복사근 염좌로 인해 15일 부상자 명단에 올랐다. 8월 26일, 더피는 이번에는 왼쪽 팔꿈치 충돌 증후군으로 인해 다시 10일 부상자 명단에 올랐다. 2017년 정규 시즌을 9승 10패, 3.81 ERA로 마쳤다. 메이저 리그에서 24경기(모두 선발)에 143+1⁄3 이닝을 투구했다.
2018 시즌 전 오프시즌 동안 더피는 잠재적인 트레이드 대상이 될 것이라는 소문이 널리 퍼졌고, 더피는 트레이드에 대한 반대 의사를 표명하기 위해 트위터에 "로열스에 묻어달라"고 게시했다. 더피는 2018 시즌을 좋지 않게 시작했지만, 28경기 선발 등판하여 8승 12패, 4.88 ERA를 기록하며 준수한 성적으로 마쳤다. 또한 아메리칸 리그에서 폭투 2위, 볼넷 허용 7위를 기록하며 커맨드에 어려움을 겪었음을 시사했다.
2019 시즌을 앞두고 더피는 로열스 투수진의 잠재적인 "핵심 선수"로 여겨졌다. 그러나 왼쪽 어깨 통증으로 인해 더피는 시즌을 부상자 명단에서 시작했다. 4월 26일 복귀했다. 복귀 후 더피는 로열스 로테이션의 꾸준한 선발 투수였으며, 6월 22일 미네소타 트윈스를 상대로 시즌 최다인 8이닝을 투구했다. 8월에 햄스트링 염좌로 인해 다시 부상자 명단에 올랐다. 이 부상으로 더피는 약 한 달 동안 결장했지만, 9월에 복귀하여 5경기에 선발 등판하여 2승을 거두었다. 더피는 시즌을 7승 6패, 4.34 ERA, 130+2⁄3 이닝 동안 115개의 삼진으로 마쳤다.
2020년 캔자스시티 로열스에서 더피는 12경기에 출전하여 4승 4패, 4.95 ERA, 56+1⁄3 이닝 동안 57개의 삼진을 기록했다.
2021 시즌을 위해 더피는 그의 전 동료인 요르다노 벤투라를 기리기 위해 등번호를 30번으로 변경했다. 더피는 왼쪽 팔 통증을 겪고 5월에 부상자 명단에 올랐다. MRI 결과 굴곡근 건 염좌로 진단되었다. 6월 말에 부상자 명단에서 복귀했지만, 7월에 염좌 재발로 다시 부상자 명단에 올랐다. 13경기 출전(12경기 선발)에서 더피는 61이닝 동안 4승 3패, 2.51 ERA를 기록했다.

### 로스앤젤레스 다저스
2021년 7월 29일, 로열스는 더피와 현금을 나중에 지명될 선수와 교환하여 로스앤젤레스 다저스로 트레이드했다.—로열스는 나중에 마이너 리그 구원 투수 Zach Willeman을 영입하여 트레이드를 완료했다. 더피는 부상 재활을 시도했지만, 재발을 겪었고 다저스는 그가 팀에 출전하지 못한 채 시즌을 마감시켰다. 더피는 오프시즌 동안 굴곡근 건 수술을 받았다.
2022년 3월 17일, 더피는 1년 계약과 추가 구단 옵션이 포함된 계약으로 다저스와 재계약했다. 팀은 정규 시즌 시작 전에 더피를 60일 부상자 명단에 올렸다. 그러나 또 다른 재발을 겪었고 처음에는 2022년에 투구할 가능성이 없다고 선언되었다. 그럼에도 불구하고, 8월 20일 애리조나 컴플렉스 리그 다저스에서 재활 등판하며 다저스 조직 데뷔를 했다. 랜초쿠카몽가 퀘이크스와 트리플 A 오클라호마시티 다저스에서 출전하여 세 팀에서 6+2⁄3 이닝 동안 총 5.40 ERA와 11개의 삼진을 기록했다. 시즌 후, 다저스는 더피의 2023년 옵션을 거부하여 그를 자유 계약 선수로 만들었다.

### 텍사스 레인저스
2023년 1월 27일, 더피는 텍사스 레인저스와 마이너 리그 계약을 체결했다. 시즌을 부상자 명단에서 시작했으며, 6월 초에 더블 A 프리스코 러프라이더스에서 투구하기 위해 복귀했다. 프리스코와 트리플 A 라운드 록 익스프레스에서 28경기에 출전하여, 더피는 35+2⁄3 이닝 동안 총 3.28 ERA와 42개의 삼진을 기록했다. 11월 6일, 자유 계약을 선택했다. 오프시즌 동안, 푸에르토리코 윈터 리그의 캉그레헤로스 데 산투르세에서 투구했다.
2024년 2월 5일, 더피는 새로운 마이너 리그 계약으로 레인저스와 재계약했다. 트리플 A 라운드 록에서 10경기에 출전하여, 18이닝 동안 5.50 ERA와 17개의 삼진을 기록했다. 5월 8일, 더피는 레인저스 조직에서 방출되었다.

### 피라타스 데 캄페체
2025년 5월 10일, 더피는 멕시코 야구 리그의 피라타스 데 캄페체와 계약했다.

## 국가대표 경력
더피는 2010–11 오프시즌에 팬아메리칸 게임 예선 토너먼트에서 미래의 로열스 팀 동료인 마이크 무스타커스와 에릭 호스머와 함께 미국 야구 국가대표팀의 일원이었다. 더피는 또한 국제 대회인 2017년 월드 베이스볼 클래식에 참가하는 국가대표팀의 일원으로 미국을 대표했다. 더피의 활약에는 캐나다와 도미니카 공화국 국가대표팀을 상대로 한 승리가 포함되었다. 미국 팀은 결국 토너먼트에서 우승했다.

## 개인 생활
더피의 아버지 댄은 산타바바라 카운티 보안관 사무실의 수사관이다. 그의 어머니 디애나는 캘리포니아 고속도로 순찰대 경찰관으로 일했다. 그녀는 소프트볼을 했고, 그에게 배팅 연습을 던져주었다.
2017년 8월 27일, 더피는 오벌랜드파크의 버거킹 드라이브스루에서 의식을 잃고 체포되어 음주 운전 혐의로 기소되었다. 체포 당시 팔꿈치 부상으로 부상자 명단에 있었고 로열스와 동행하지 않았다. 유죄를 인정했고 2018년 1월에 1년 보호관찰을 선고받았다.
더피는 우울증(2010년 잠시 은퇴를 강요했던)과의 싸움에 대해 솔직하게 이야기했으며, 프로 스포츠에서 더 나은 정신건강 지원의 필요성에 대해 목소리를 냈다.